# 白氏六帖
《白氏六帖》，原名《經史類要》、《事类集要》，又名《白氏经史事类六贴》，简称《六贴》，三十卷，分1367门，是中国唐朝的白居易编写的类书。
《六贴》采辑各种典籍中的成语、典故，然后分类编排。主要用作积累写作资料之用。
相传白居易编写《六贴》时，使用了几千个陶罐。每个陶罐上都贴有某个类目的标签。他和学生用纸条从各种书籍中抄录词句，然后投入相应的陶罐。宋代有晁仲衍作注，孔传撰有《孔氏六帖》，後人將之《白氏六帖》合一，稱《白孔六帖》。